# Quartier du Val Plaisance (Nouméa)
Le Val Plaisance est un quartier de la ville de Nouméa, en Nouvelle-Calédonie.

## Description
Le Val Plaisance s'étendant au pied et sur les versants de la colline du Ouen Toro à l'extrémité sud-est de la presqu'île de Nouméa, entre l'Anse Vata et la baie de Sainte Marie.

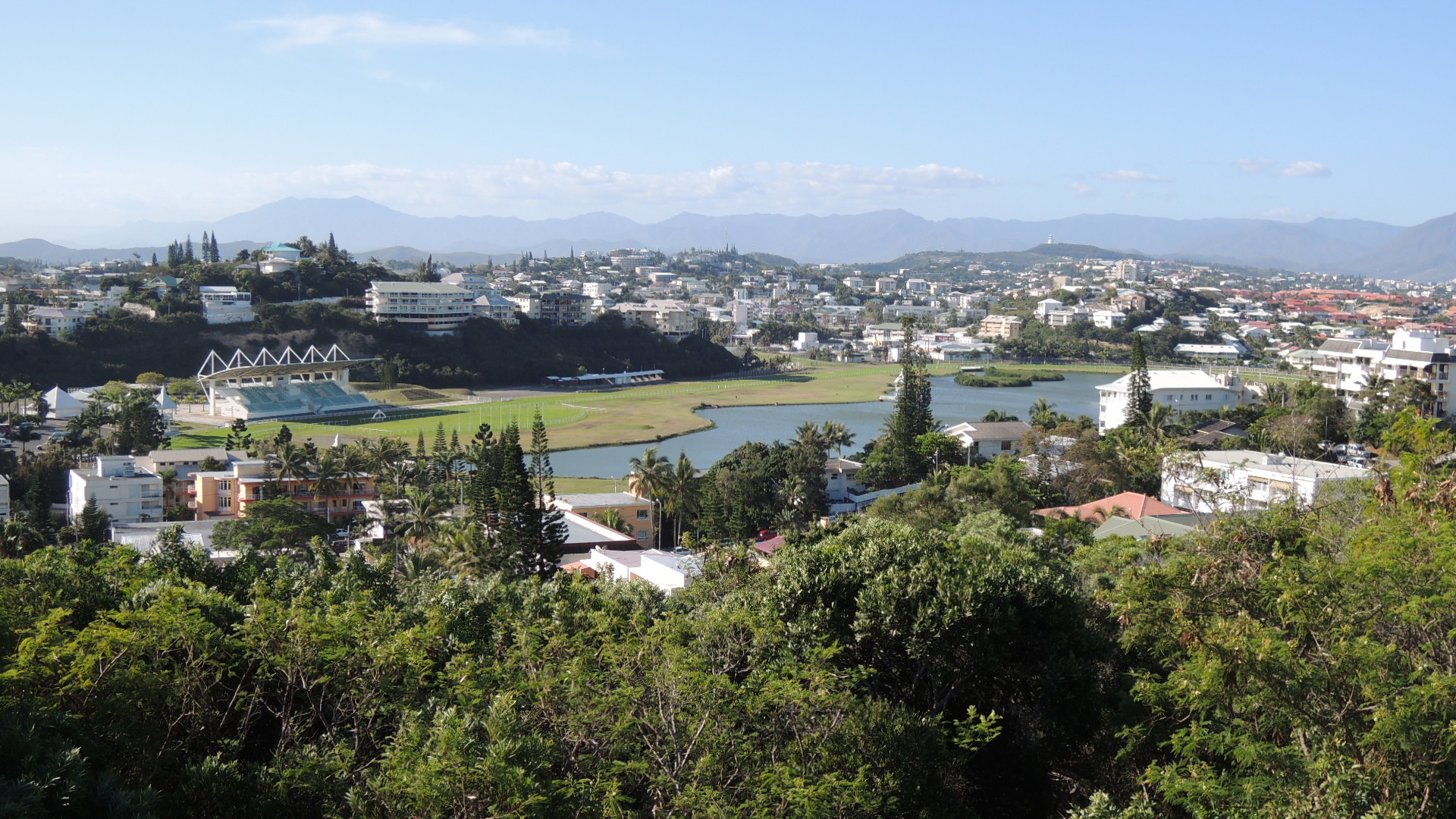
Hippodrome Henry Milliard

## Histoire
Jusque dans les années 1940, ce quartier est une zone avant tout marécageuse (dit du marais aux anguilles). Il se développe surtout dans la continuité de l'aménagement de l'Anse Vata, avec des travaux d'assainissement, et l'ouverture en 1946 de l'hippodrome de l'Anse Vata (aujourd'hui l'hippodrome Henry Milliard), donc le lac central est le seul vestige de l'ancien marécage. En 1948 a lieu la construction des premières habitations de ce quartier.
L'urbanisation y est ensuite soutenue à partir de la fin des années 1950 ; étant à l'origine une partie du quartier de l'Anse Vata, il n'en est dissocié qu'à partir de 1963.
Le quartier reste jusqu'à aujourd'hui avant tout résidentiel avec tant les vestiges d'anciennes grandes propriétés familiales qui ont eu du mal à résister à la pression immobilière de la ville (notamment les terrains et demeures de la famille Lafleur sur le versant septentrional du Ouen Toro, ceux de la famille Magnin qui a donné son nom à la pointe où ils se situent, tandis que l'ancien domaine Tuband a été entièrement loti et construit dans les années 2000 avec une part d'habitat individuel et une autre de logements sociaux), des lotissements d'habitat individuel et des immeubles d'habitation plus récents (tout particulièrement sur le versant nord du Ouen Toro).

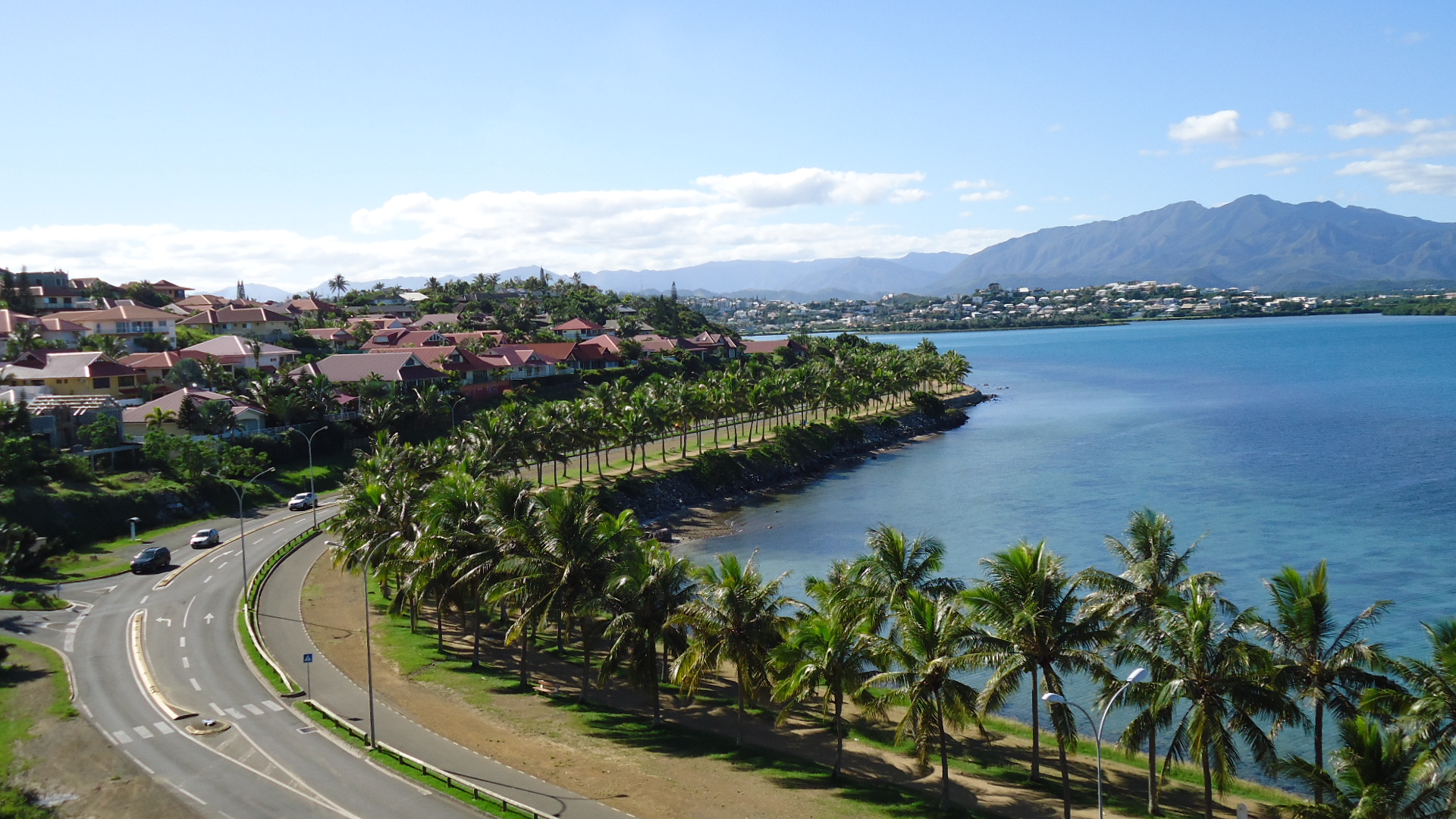
Promenade Pierre Vernier

La partie du quartier donnant sur le littoral occidental de la baie de Sainte Marie a été aménagé pour accueillir des fonctions de loisir et ainsi clôturer le « Tour des Baies » commencé à la baie de l'Orphelinat. Elle est longée par la promenade Pierre Vernier (du nom d'un maire de Nouméa entre 1929 et 1933 à l'origine de son aménagement), lieu très fréquenté par les Nouméens pour la marche ou le « footing », avec sa berge enrochée, sa rangée de cocotiers, son parcours de santé aménagé par le Lions Club néo-calédonien et sa piste cyclable.

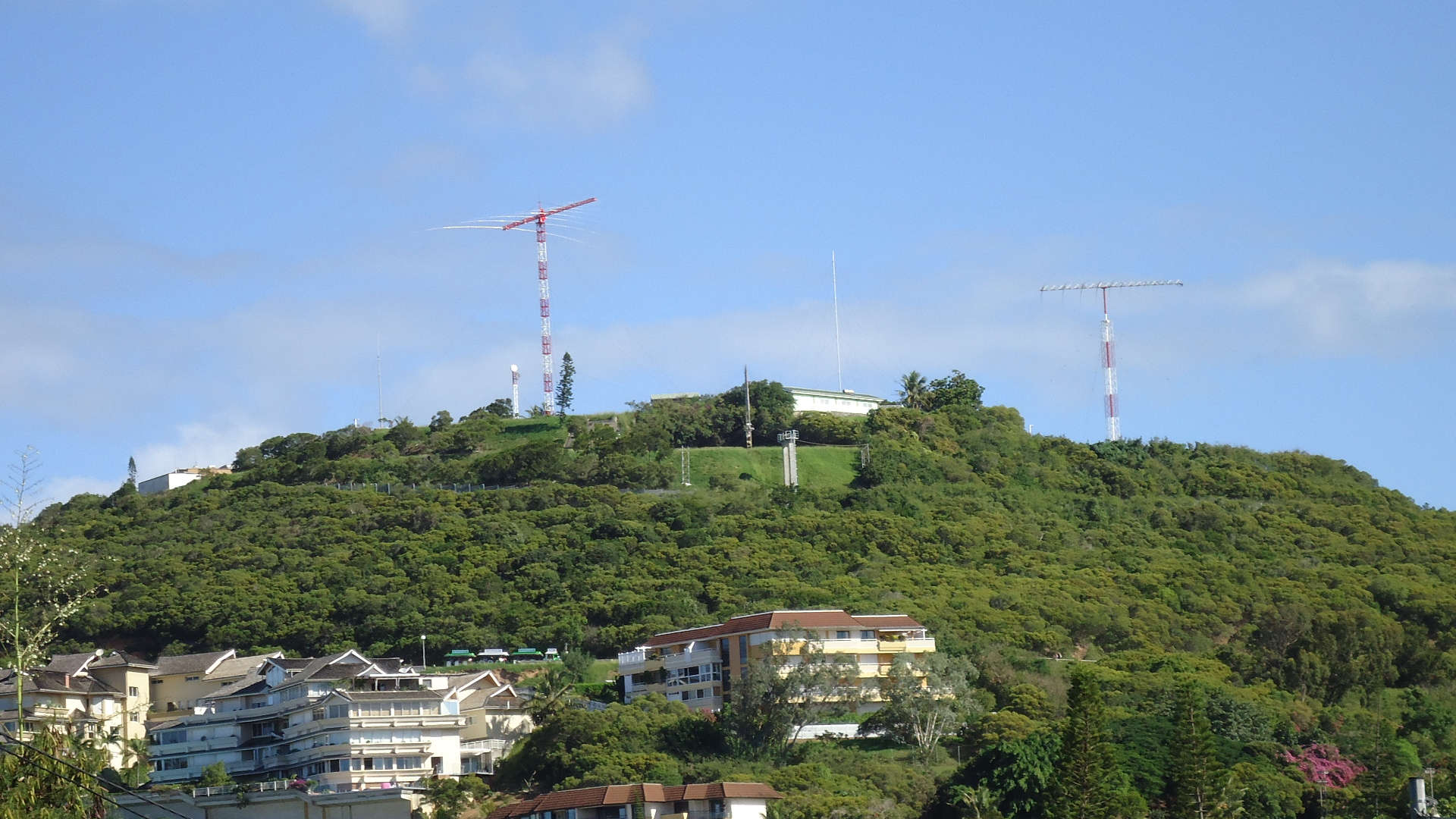
Ouen Toro

À l'extrémité sud de cette promenade, au lieu-dit de la « Côte Blanche », a été aménagé à partir de 1995 la nouvelle base nautique de Nouméa regroupant autour de quatre petites plages artificielles séparées les unes des autres par des digues enrochées : l'École provinciale de voile (EPV, rebaptisé désormais Centre des activités nautiques de la Province Sud) ainsi que les clubs privés de la SRC (optimist, Laser 4.7 et Radial, O'pen Bic), du Hobie Cat Club (HCC) et de l'Association calédonienne de planche à voile (ACPV).
Enfin, un parc municipal de 50 hectares a été créé en 1989 sur la quasi-totalité de la partie amont du Ouen Toro : il comprend plusieurs sentiers balisés au milieu de la forêt sèche, fréquentés par les promeneurs, joggers mais aussi les parapentistes, tandis que le point de vue au sommet de la colline est agrémenté de deux canons datant de 1940, vestiges laissés par l'armée australienne durant la Seconde Guerre mondiale.

## Démographie
Selon le recensement de la population, le quartier du Val Plaisance compte en 2009 3 346 habitants, et en 2014 3 441 habitants.